# Cenodocus granulosus
Cenodocus granulosus là một loài bọ cánh cứng trong họ Cerambycidae.